# Lamberto Dini
Lamberto Dini (Florence, 1 maart 1931) is een Italiaans politicus.

## Levensloop
Lamberto Dini studeerde economie in Florence en was jarenlang werkzaam voor het Internationaal Monetair Fonds (IMF) en in het bedrijfsleven. In 1979 werd hij directeur-generaal van de Banca d'Italia. Hij bekleedde deze post tot 1994. Tijdens Dini's directeurschap van de Banca d'Italia was Carlo Azeglio Ciampi gouverneur van de Banca d'Italia.
In het eerste kabinet-Berlusconi (mei 1994 - januari 1995) was Dini minister van Financiën van Italië. In januari 1995, na de val van het eerste kabinet-Berlusconi, vormde Dini een grotendeels partijloos kabinet van 'professoren en hoge ambtenaren.' Het kabinet genoot de steun van de linkse partijen, uitgezonderd die van de Partito della Rifondazione Comunista (PRC).
Onder Dini's premierschap (januari 1995 - mei 1996) voerde hij grote economische hervormingen door. Hij privatiseerde de staatsbedrijven of verminderde de staatsinvloed in bepaalde bedrijven door de verkoop van aandelen. In december 1996 diende Dini zijn ontslag in toen bleek dat de centrumlinkse partijen onder Romano Prodi een samenwerkingsverband hadden gevormd onder de naam L'Ulivo (Olijftak) en zij niet meer bereid waren het kabinet onder Dini te steunen. Eerder was ook de centrumrechtse steun ingetrokken.

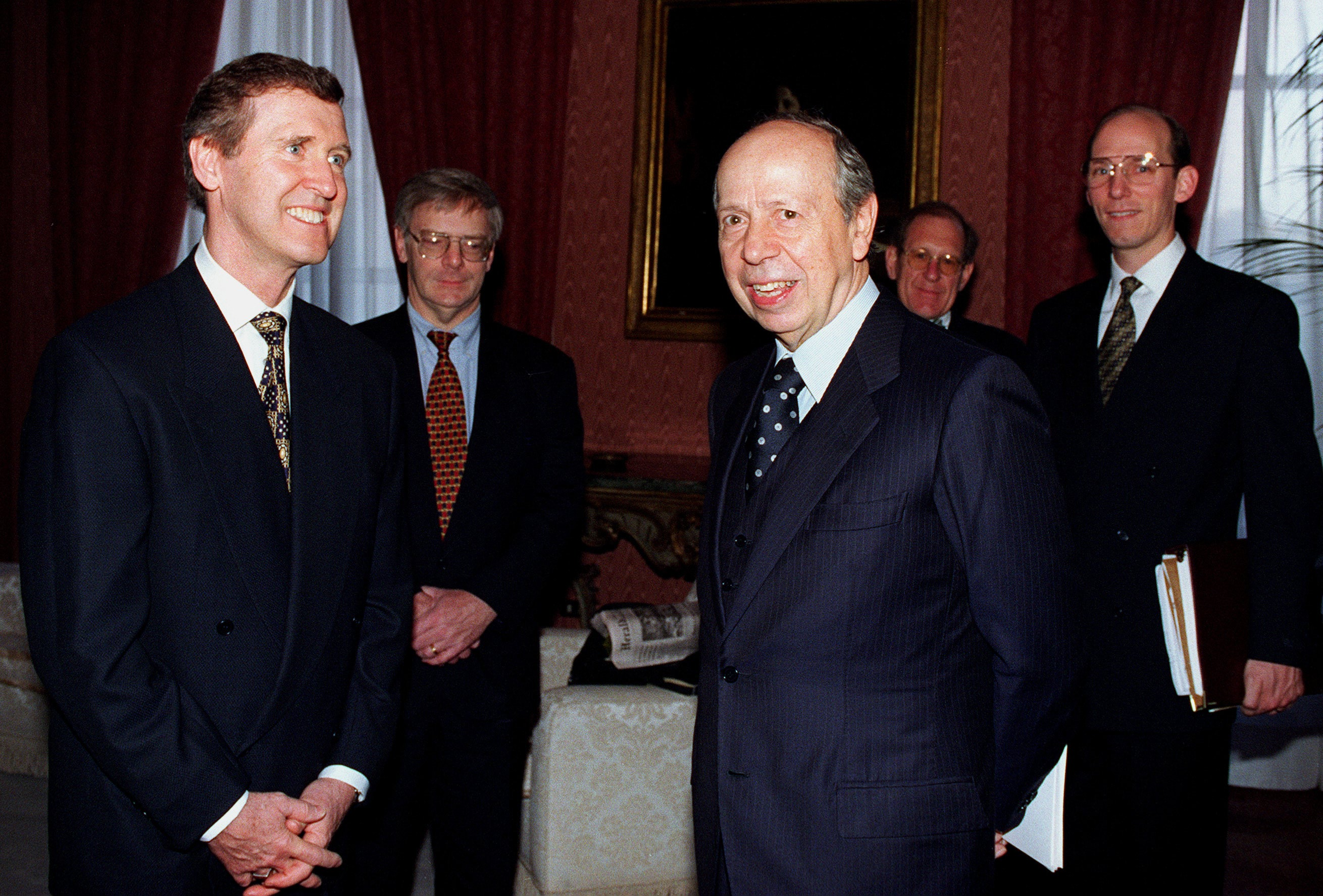
Lamberto Dini (rechts) met William Cohen (min. v. Defensie VS)

Dini (gematigd centrumrechts) richtte een politieke partij op, de Rinnovamento Italiano (Italiaanse Vernieuwing) en sloot zich aan bij Prodi's L'Ulivo, nadat zijn betrekkingen met Silvio Berlusconi waren verslechterd. Binnen de L'Ulivo sloten een aantal centrumpartijen zich aaneen onder de naam Margherita (Margriet). De verkiezingen van april 1996 werden door Prodi's L'Ulivo gewonnen. Dini werd als minister van Buitenlandse Zaken opgenomen in de regering-Prodi (1996-1998). Hij bleef minister van Buitenlandse Zaken onder Massimo D'Alema (1998-2000) en onder Giuliano Amato (2000-2001).
In mei 2001 won Berlusconi's coalitie de verkiezingen en in juni 2001 vormde hij zijn tweede kabinet. In 2002 werd Dini in de Senaat gekozen en later werd hij voorzitter van de Senaat.
Van februari 2002 tot juli 2003 was Lamberto Dini lid van de grondwetscommissie, belast met het opstellen van de Europese grondwet.
Na de val van het Kabinet-Prodi II in januari 2008, keerde Dini terug naar Berlusconi, en werd lid van het Volk van de Vrijheid. Deze partij won de verkiezingen in april 2008.